# Jan Baptista Bárta
Jan Baptista Bárta OFM (ur. 18 marca 1921 w Przybramiu, zm. 9 grudnia 1982 w Hradec Králové) – czeski franciszkanin, prezbiter, teolog, skaut, dysydent i więzień polityczny reżimu komunistycznego w Czechosłowacji.
Bárta uważany jest za wiodącą postać franciszkańskiego życia zakonnego w czasach komunistycznych, jednego z najważniejszych czeskich franciszkanów XX wieku.

## Życiorys
Urodził się w 1921 w Przybramiu w kraju środkowoczeskim. W młodości był skautem. Po wstąpieniu do franciszkanów w prowincji praskiej, był dwukrotnie wywożony na roboty przymusowe do Niemiec. Musiał powtarzać nowicjat. Po II wojnie światowej ukończył studia i został wyświęcony na kapłana w 1947. Jako młody kapłan pracował na czeskim pograniczu. W 1949 został internowany. Rok później trafił do obozu w Želiviu, z którego uciekł. Ukrywając się prowadził działalność duszpasterską. Ujęto go w 1951. Był torturowany. Następnie skazano go na dwadzieścia lat więzienia. Pracował w kopalni w Jachymowie, gdzie organizował tajne kółka pobożnościowe. Za tę działalność został przeniesiony do więzienia o ostrzejszym rygorze, gdzie kontakty między więźniami były utrudnione. Zwolniono go w 1966. Pracował w kopalni w rodzinnym Przybramiu.
Podczas praskiej wiosny zajął się odnową franciszkańskiego życia wspólnotowego, głosił rekolekcje dla zgromadzeń żeńskich. Zakładał niewielkie tajne domy zakonne, niekiedy mieszane w Libercu, Pradze, Brnie, Bratysławie i Koszycach. Każdy z tych domów stopniowo wypracowywał swój własny charakterystyczny sposób funkcjonowania. Po aksamitnej rewolucji w 1989 ta forma życia wspólnotowego zanikła.
Bárta organizował podziemne studia teologiczne dla zakonników. Na potrzeby studium przekładał i publikował teksty. Na jego doświadczeniu opierały się inne instytuty zakonne. W 1969 zakonnik zamieszkał w Vrchlabí w kraju hradeckim, gdzie formował młodych braci przygotowujących się do przyjęcia święceń kapłańskich. W różnego typu tajnych szkołach i kursach uczył teologii i duchowości, wydawał książki w drugim obiegu. W 1980 zatrzymano go i skazano na szesnaście miesięcy więzienia za „utrudnianie nadzory państwowego nad Kościołem”. Kary nie odbył ze względu na problemy zdrowotne.
Kapłan zmarł na atak serca za kierownicą swojego samochodu 9 grudnia 1982. Pogrzeb przerodził się w manifestację istniejącego choć prześladowanego życia zakonnego w Czechosłowacji. Czternaście dni po pogrzebie na adres o. Bárta przyszło wezwanie do stawienia się w celu odbycia kary. Pochowany w Libercu-Ruprechticach.

## Publikacje
- 1968 − Malá teologie (wstęp do teologii)
- Františkánské prameny (własny przekład Żywotów św. Franciszka i innych dokumentów)
- Liturgie hodin (przygotowanie tłumaczenia brewiarza)